# Claudiu Herea
Claudiu Constantin Herea (sinh ngày 16 tháng 3 năm 1990 ở Bucharest) là một cầu thủ bóng đá người România thi đấu ở vị trí tiền vệ cho Balotești. Anh là em trai của Ovidiu Herea, cũng là một cầu thủ bóng đá.